# 黒岩山 (長野県)
黒岩山（くろいわやま）は、長野県飯山市・新潟県妙高市の県境に連なる関田山脈にあり、標高938.4mの山である。 隣山に鷹落山（たかおちやま）標高879.4mがある。山全体が国の天然記念物（天然保護区域）に指定されている。日本初のロングトレイルとして知られる信越トレイルの第3セクションに位置する。

## 概要
長野県最北の関田山脈の一山である。長野県飯山市と新潟県妙高市の県境に位置する。
西日本に生息するギフチョウ（飯山市の市制に指定される蝶）と東日本に生息するヒメギフチョウが混生する稀有な場所であり、山自体が国の天然記念物に指定されている。多様な生態系が保たれる自然保護区域であり、清流域に生息するモリアオガエル（森青蛙、Rhacophorus arboreus）やクロサンショウウオ、特別天然記念物のニホンカモシカや、野生のタヌキ、ウサギなどの小動物が生息する。様々な花や植物を鑑賞でき、主として野生の水芭蕉やカタクリが多く見られる群生地として知られる。山頂付近には数カ所の池が見られるなど豊富な水資源を持ち、いくつもの湧水（箱清水、出口清水等々）がある。その中でも、黒岩山の山麓から湧出る腹薬清水（はらぐすりしみず）は、古くから旅人の腹痛を治したと伝えられ、夏でも水温は10度を越えない。
明治時代の作家・島崎藤村の写生文「千曲川のスケッチ」の一節「川船」に、黒岩山を背景とした千曲川と飯山の眺望が描かれている。
全長80kmに及ぶ関田山脈には16の峠があるが、黒岩山は富倉峠や平丸峠を含めた交通要路として古くから利用されていた。戦国時代において黒岩山周辺は、上杉謙信の支配領域にあり、古い文献などにこれらの峠が交通要路として利用された記載が見られる。黒岩山の頂き付近には戦の合図を送る場所であるのろし台跡（東屋）がある。
2000年（平成12年）から日本初のロングトレイルを実現する構想及び周辺調査が始まり、黒岩山は中継地点として整備され、信越トレイルが実現した。

## 山頂周辺と景観
黒岩山の標高860m付近には、桂池（かつらいけ）・古池（ふるいけ）、熊の巣池（くまのすいけ）や中古池（なかふるいけ）、北古池湿原（きたふるいけしつげん）などの多数の池がある。桂池の周辺では、雪解け後にミズバショウが咲き、太郎清水という湧水がある。池にはコイなどの魚類や淡水エビなどが生息する。
標高911mには東屋（あずまや）と呼ばれる木造の休憩所があり、近辺の池や妙高山、高社山、竜王山などを眺めることができる。また、新潟・長野県境にある5つの独立峰を総称した信越五岳（別称北信五岳：斑尾山、妙高山、黒姫山、戸隠山、飯縄山）の山々や、信濃平の田園風景である飯山盆地、千曲川が眺望できる。
冬は大量の積雪が見られ5～7メートル以上の高さに積みあがる。冬期は道路整備困難であり、黒岩山を通って新潟方面へ伸びる一般道は封鎖される。

### 放送局（サテライト）
鷹落山の頂上付近には、NTTや各放送局の放送の電波を中継する飯山中継局があり、長野県の市町村（飯山市、野沢温泉村、木島平村、中野市など）をカバーしている。

## 歴史
- 飯山盆地一帯にある山々には山城跡が数多く存在し[注 1]、黒岩山は黒岩城（くろいわじょう）若しくは黒岩山城とも呼ばれた[16]。現在に伝わる黒岩城主として、信濃泉氏である尾崎泉家臣団の1人の、顔戸勘解由重胤の名が伝わる。その名にある「勘解由（かげゆ）」から、元は平安時代初期にあった律令制下の令外官である勘解由使の職に関係があったか、鎌倉時代より普及した百官名とも考えられる。黒岩山下の周辺は、古くより顔戸（ごうど）と呼ばれ、信濃飯山藩が藩領として管轄した顔戸村にその名が残っていたが廃藩置県などを経て地理上の名称としては消滅した。
- 『甲越信戦録』には、1561年（永禄4年）、八幡原の激戦場を後にした上杉謙信と和田喜兵衛が、小菅権現の導きにより木島（飯山市）にたどり着き、安田の渡しで千曲川を渡り、疲労困憊しながら険しい山道の富倉峠を越え、春日山城に帰城した様子が描かれている[17][18]。
- 黒岩山頂上にある東屋（あずまや）付近には、城跡の痕跡として土塁や計5本の堀切などが散見される[19]。桂池から6kmほどのあたりに、川中島合戦時、上杉軍が陣場として見張り台を張った「大将陣跡」がある。ここに1819年（文政2年）建立の記念碑が立っている[20]。山頂直下には平丸峠があり、かつては信州と越後を結ぶ重要な運搬・軍事拠点であり「謙信道」とも呼ばれ、川中島合戦の際の軍事道路として、関田峠とともに上杉家所蔵の古地図には特別太い線で記されている。南北に伸びる峠道とも尾根道が続き見通しが良いため、不意に敵に襲われる危険性が少なく、増水で道がふさがれる心配もない事から重要視された。一方で、桂池から6kmほどの場所に富倉峠があり、こちらも上杉謙信が軍用路として使用した道である。川中島合戦への出陣で上杉謙信の軍が富倉峠を抜ける際に村人が振舞ったという富倉の笹寿司（謙信寿司）が伝統として伝わる[21]。
- 1598年（慶長3年）、豊臣秀吉の命により会津120万石に加増移封された上杉景勝と共に、上杉配下であった飯山武将達は、会津移封に転じたと伝えられる[6]。
- 富倉峠は、道路崩壊のため幾度と変更されたと伝えられている。現在の富倉峠の道は1877年（明治10年）にそれまでの尾根を辿る峠道（大将陣を通過する謙信道）は修繕しても格別便利にならない事から、多大の費用と労力を費やすだけとして、別途路線に変更され完成した道である。
- 黒岩山麓には、1872年（明治5年）に長野県下初の政治結社「寿自由党」が創られた発祥地、顔戸村開成所が置かれた蓮華寺がある。明治の文明開化による西洋文化や知識などを、青年等が集まり盛んに議論した。
- 黒岩山で過去に雪崩が発生して人的被害が出ている。1960年に東側山麓に信濃平スキー場ができた以降も、しばしば雪崩がスキー場に入り込み死傷者を出している[22]。
- 黒岩山は、1971年（昭和46年）にギフチョウとヒメギフチョウの混生地として国の天然記念物に指定された[1]。正式名称を「黒岩山天然保護区域」といい、この区域内では全ての動植物や石ころ一つまで持ち帰ることが禁止されている。地元住民が中心になり「黒岩山保全協議会」を発足、森林整備等による健全な森の育成、里山の保全活動が展開されている[23]。

## 生態系
- ギフチョウとヒメギフチョウの混棲地は、関田山脈の一番南西に位置する斑尾山（1,381.8m）に始まり、黒岩山まで13kmに渡って8ヶ所と、飯山盆地を流れる千曲川の対岸の上信山地2ヶ所がある。日本では、ギフチョウとヒメギフチョウの分布が明確に分かれていることが知られており、この2種の分布境界線をリュードルフィアライン（ギフチョウ線）と呼ぶ。リュードルフィアとは、ギフチョウの属名（Luehdorfia）である。黒岩山にギフチョウ（luehdorfia japonica）とヒメギフチョウ（L.puziloi inexpecta）の両種が混棲していることが分かったのは、1950年（昭和25年）のことである。
- 黒岩山上にある多数の池には、モリアオガエルやクロサンショウウオの産卵地があり、県絶滅危惧種（I類）となっているメススジゲンゴロウ[24]など水生生物なども観察される。
- 国の特別天然記念物ニホンカモシカや、ホオジロ、シジュウカラ、ノウサギ、タヌキなどの小動物が生息する。
- 黒岩山に見られる主な植物にはカタクリがあり、群生地であることから、春には黒岩山全体を覆いつくすほどのカタクリが咲き乱れる[25]。その他にも、年間を通じてササユリ、スミレサイシン、ネコヤナギ、タムシバ、ヤマザクラ、イカリソウ、ユキツバキ、マンサクの花などや、ブナ、大杉、白樺、松などの木々といった多様な植物が観察される。

## 観光
- 黒岩山の麓の信濃平では、毎年かまくら祭りが行われている[26]。
- 飯山市と大阪市は姉妹都市であり[27]、信濃平へはトレッキングや周辺への観光客として訪れ、交流が盛んである。
- 信越トレイルのトレッキングツアーコース第3セクションに位置する[3][4][5]。斑尾山を出発点として、およそ5～6日間をかけて関田山脈80kmをトレッキング走破する時の通過地点であり、桂池周辺がテント宿泊地として指定されている。テント宿泊をしない人は、黒岩山を下山した場所にあるペンションや民宿で宿泊する。登山や散策の他に、山菜取り、バードウォッチング、森林浴などで訪れる観光客も見られる。
- 近隣には、戸狩温泉スキー場、野沢温泉スキー場などスキー・スノーボードなどで賑わう観光地が存在する。
- 黒岩山隣の鷹落山より、ハンググライダーやパラグライダーなど愛好家が飛行している姿がみられる[28]。
- 毎年4月に開催される「菜の花飯山サイクルロードレース」と「全日本学生ロードレースカップシリーズ第1戦」のヒルクライムレース会場であり、サイクリングレースが行われる[29]。
- 2002年（平成14年）10月5日、東宝系にて公開された映画『阿弥陀堂だより（あみだどうだより）』では、飯山市内がロケ地に使用され[30]、黒岩山の向かいにある瑞穂地区を中心に撮影が行われた為、映画のシーンとして瑞穂地区から望む黒岩山が登場する。
- 「かえるの学校」黒岩山・池の生きもの観察会が、飯山市公民館・外様地区公民館の恒例行事となっている。初夏の黒岩山を散策し、ギフチョウの幼虫、池では、モリアオガエルやクロサンショウウオの卵のほか、県絶滅危惧種となっているメススジゲンゴロウなど水生生物の観察をしている[31]。東京や横浜の中学・高校の生徒参加がある。
- 2013年（平成25年）3月20日に飯山市で、信越9市町村広域観光連携会議（長野県：中野市、飯山市、山ノ内町、木島平村、野沢温泉村、栄村、信濃町、飯綱町、新潟県：妙高市の9市町村で構成[32]）「信越9市町村ブランドシンポジウム」が行われた。「信越9市町村ブランドシンポジウム」では、地域をイメージできる名前が必要だと各地の観光関係者らが検討し、山や温泉、伝統文化に加え、豪雪により守られてきた生態系などに着目し、「千年風土の豊穣（ほうじょう）の地」という言葉がまとまり、これを踏まえ、地域の名前「信越自然郷」を決めた[33]。
- 信濃平スキー場が、1963年（昭和38年）営業を開始、2001年(平成13年)に閉鎖した[34]。最盛期には13万人弱の人々が訪れた[35]。

## 交通
- JR飯山線飯山駅から車でおよそ15分。
- 飯山駅から路線バス（小境線）・菜の花タクシー（小境方面線）の経由で20分。信濃平にて下車。
- 2015年（平成27年）3月14日、北陸新幹線の長野駅-金沢駅間延伸開業により飯山駅も新幹線停車駅となり[36]、東京駅-飯山駅間が2時間弱、金沢駅-飯山駅間が約1時間15分で結ばれた。